# Такааки Каджита
Такааки Каджита (на японски: 梶田 隆章) е японски физик, носител на Нобелова награда за физика за 2015 г., заедно с Артър Макдоналд, „за откриването на неутринната осцилация, която показва, че неутриното има маса“.

## Биография
Роден е на 9 март 1959 година в Хигашимацуяма, префектура Сайтама, Япония. Завършва Сайтамския университет през 1981 година, а през 1986 година защитава докторат в Токийския университет под ръководството на Масатоши Кошиба. Работи в института за космически лъчи в университета и става известен с изследванията си на неутрино.